# 西柏坡高速公路
西柏坡高速公路（河北高速公路编码S71，简称西柏坡高速，原编号S071）是中华人民共和国河北省石家庄市通往中国共产党革命圣地西柏坡的一条高速公路，同时亦是京昆高速石太北线与太行山高速公路的并行线路，京昆段与中国国家高速公路网相联。